# Nuovo Centro Congressi
Il Nuovo Centro Congressi noto come La Nuvola è un edificio di Roma che si trova nel quartiere dell'EUR.
Progettato dallo Studio Fuksas e realizzato dalla società Condotte d'Acqua a partire dal 2008, il complesso dota la capitale di un moderno centro congressi in grado di ospitare eventi di varie tipologie, da convegni ed esposizioni fino a mostre e spettacoli. Si sviluppa su un'ampiezza complessiva di circa 55000 m², tra via Cristoforo Colombo, viale Europa, viale Shakespeare e viale Asia.
I volumi principali del complesso sono costituiti dall'auditorium da 1 850 posti (1900 m²), dalle sale conferenze (1330 m² totali), dal foyer dell'auditorium (3500 m²), dal forum/foyer di 5580 m², da un'area commerciale di 3300 m².
Nel 2012 ha ricevuto a Londra il premio Best Building Site del Royal Institute of British Architects.
Il proprietario del centro congressi è EUR Spa, società controllata al 90% dal Ministero dell'economia e delle finanze e al 10% dal Comune di Roma.

## Storia

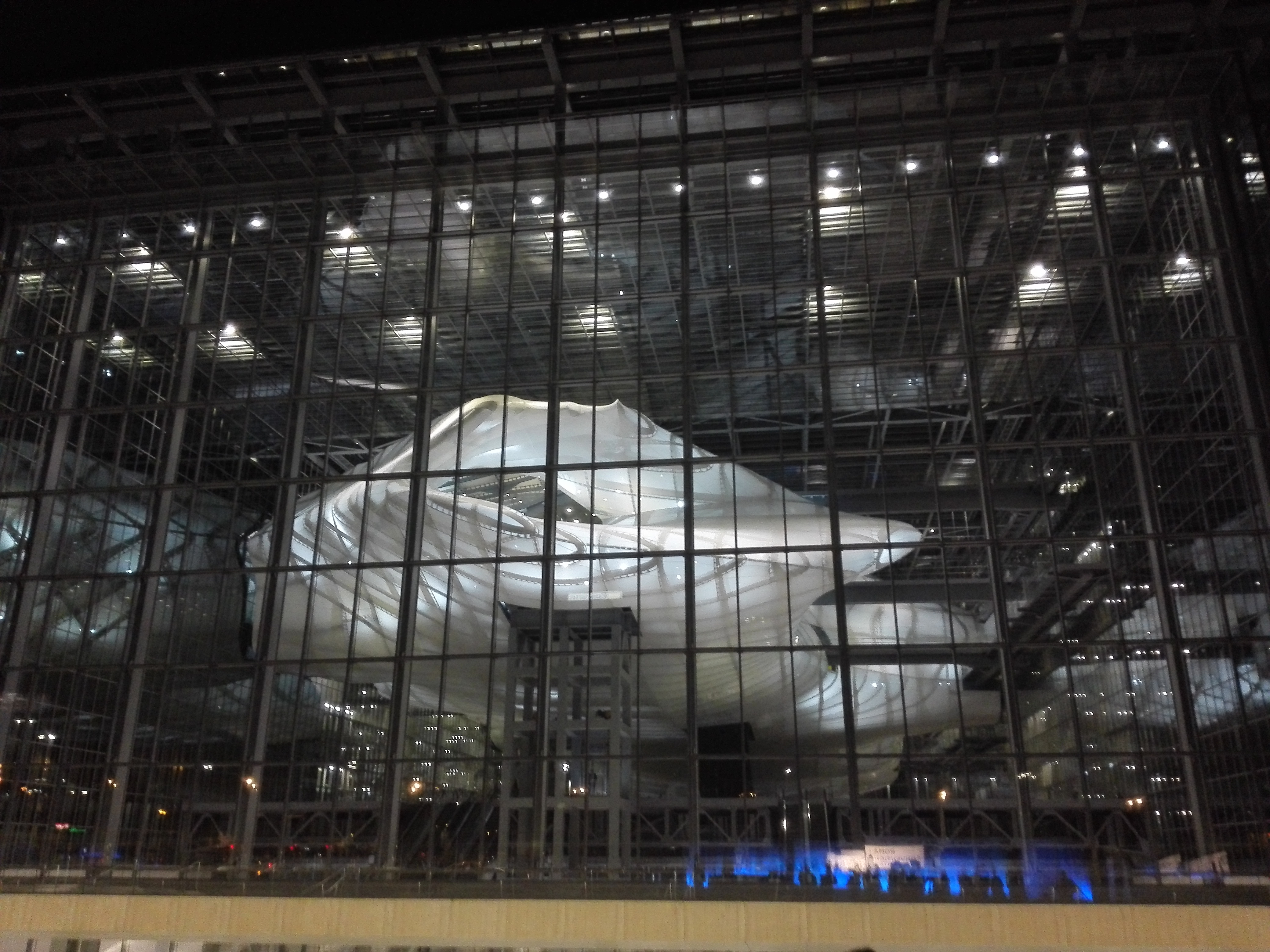
L'opera è stata denominata “La Nuvola” poiché all’interno della teca di cristallo le strutture espositive e congressuali sono contenute in una sorta di nuvola bianca.

Nel giugno 1998 il comune di Roma (il sindaco era Francesco Rutelli) e l'allora Ente Eur (divenuto S.p.A. nel 2000) indissero un concorso internazionale di architettura per la progettazione del nuovo Centro Congressi Italia. La giuria internazionale, presieduta da Norman Foster, il 16 febbraio 2000 proclamò vincitore il progetto presentato da Massimiliano Fuksas.
Il bando di gara per la progettazione, costruzione e gestione del centro congressi fu indetto nel 2001. La gara fu vinta nel 2002 dalla Centro Congressi Italia Spa (CCI Spa) che l'anno successivo firmò una concessione trentennale. Il contratto tra la società concessionaria e l'EUR Spa fu risolto nel 2005, dopo che la concessionaria aveva previsto un aumento dei costi da 200 a 250 milioni di euro.
Il progetto esecutivo, redatto da Fuksas, fu approvato nel marzo 2007; allo stesso tempo fu pubblicato il bando di gara per la sua costruzione. La posa della prima pietra avvenne l'11 dicembre 2007 alla presenza del progettista e di varie autorità, tra cui il sindaco Walter Veltroni.. I lavori iniziarono nel mese di febbraio 2008. Il costo inizialmente previsto era pari a 275 milioni di euro (con l'appalto aggiudicato per 272 milioni),) mentre il consuntivo finale risultò poi ammontare a 467 milioni di euro.
Nel dicembre 2013 i lavori rischiarono di essere interrotti a causa delle ristrettezze nel bilancio comunale, ma l'intervento del governo Letta, con la legge di stabilità, permise la prosecuzione dell'opera grazie allo stanziamento di un prestito dell'importo di 100 milioni di euro, da restituire in trent'anni. Con questo stanziamento si prevedeva che i lavori venissero completati per consentirne l'inaugurazione entro l'EXPO 2015, ma nel marzo 2014 l'architetto Fuksas, autore dell'opera, ha espresso scetticismo sul completamento nei tempi indicati. Al contempo EUR SPA ha dovuto fare richiesta di concordato preventivo e cedere parte del proprio patrimonio immobiliare all'INAIL per evitare la liquidazione.
L'opera fu inaugurata il 29 ottobre 2016 alla presenza del Presidente del Consiglio Matteo Renzi, della sindaca Virginia Raggi e dell'architetto Massimiliano Fuksas, con una cerimonia trasmessa in diretta su Rai 1.
Dal 24 febbraio al 26 settembre 2021 il centro congressi ha ospitato un centro, il più grande d'Italia, per la somministrazione del vaccino anti COVID-19. Il centro è stato in grado di accogliere fino a 3 000 persone al giorno, con un totale di 536mila somministrazioni.
Il 30 e 31 ottobre 2021 ha ospitato il 16º vertice del G20, il primo tenutosi in Italia. Un anno dopo, dal 23 al 25 ottobre 2022, ha ospitato "Il grido della pace. Religioni e culture in dialogo", incontro internazionale per la Pace organizzato dalla Comunità di Sant'Egidio.
A un anno dalla scomparsa del Presidente del Parlamento Europeo David Sassoli alcuni membri del consiglio del IX municipio di Roma hanno avanzato la proposta di intitolargli il Centro Congressi.

## Progetto

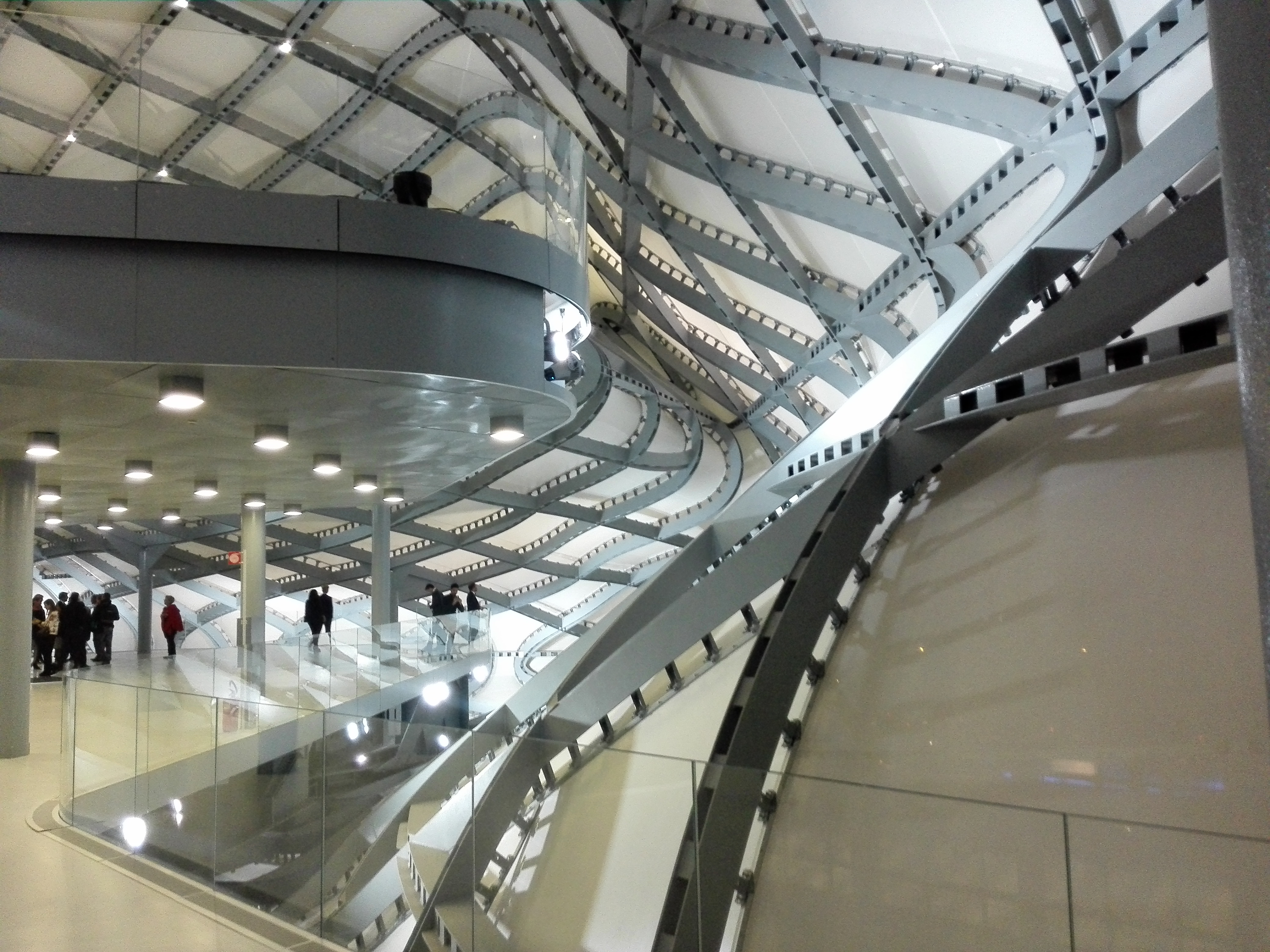
Foyer del Centro Congressi

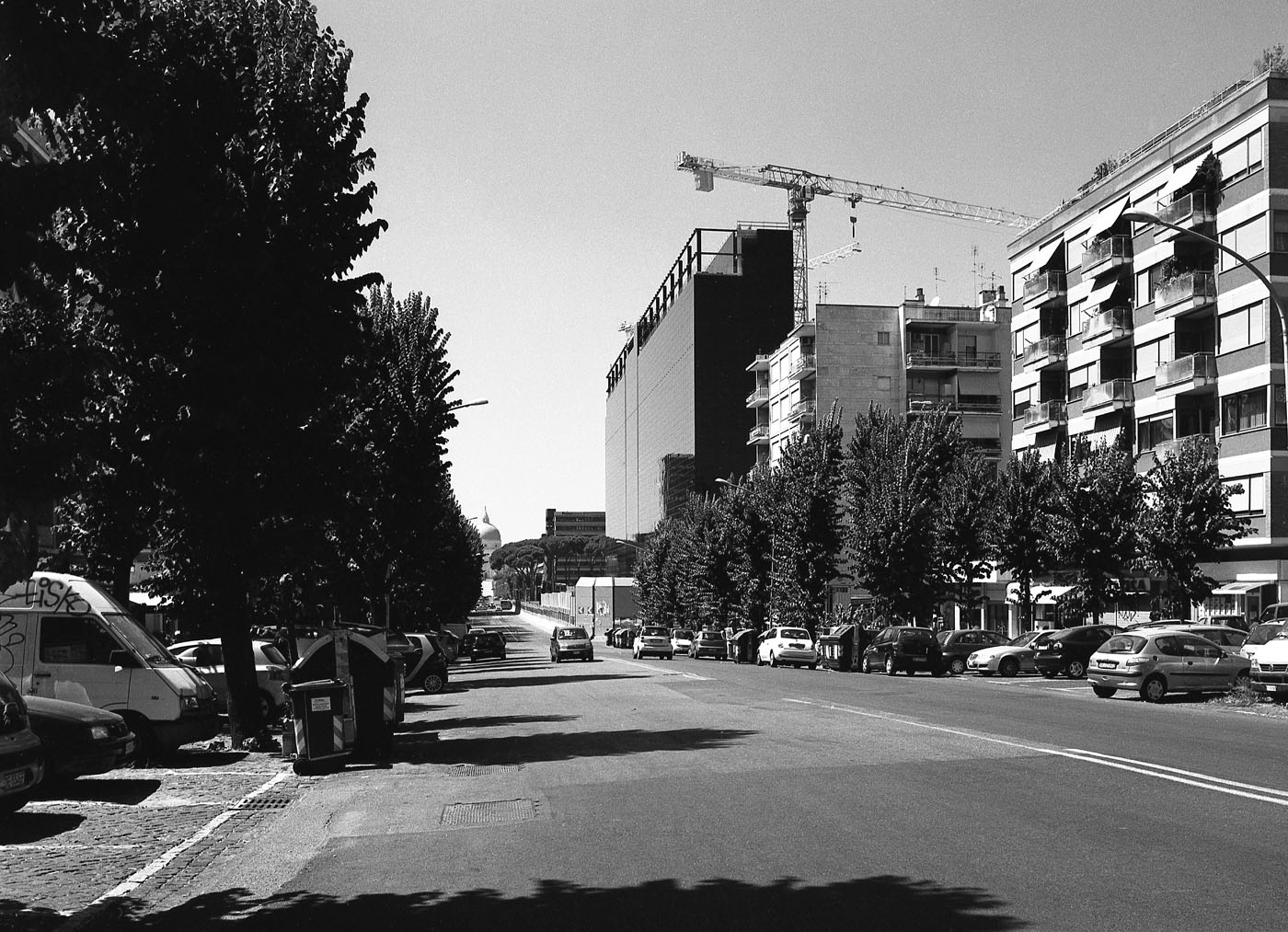
Al centro, la "Lama" in costruzione nel 2012

Il progetto del nuovo Centro Congressi si sviluppa in tre organismi distinti: 
- La parte interrata, che comprende le sale auditorium/polivalenti minori, le sale meeting, il concorse (spazio che mette in comunicazione le due entrate), i servizi annessi e un parcheggio;
- La "teca", che ospita la cosiddetta "Nuvola", l'auditorium da 1 850 posti;
- La "lama", un hotel di 441 stanze.

### La teca
La teca è l'edificio poligonale in vetro, acciaio e pietra che contiene la "nuvola", l'auditorium che caratterizza l'intero Centro Congressi. L'involucro è costituito da una doppia parete-facciata e ha compiti isolanti e di protezione dai raggi solari e contiene zone e percorsi d'emergenza, aerati da perforazioni della parete esterna.

### La Nuvola
La "Nuvola" è la struttura caratteristica del progetto e contiene l'auditorium da 1 850 posti e i relativi servizi (foyer, bar, guardaroba, bagni, camerini, sale traduzioni e deposito). È collegata alla "teca" per mezzo di passerelle sospese e tramite lo "scafo", la struttura portante principale. L'auditorium può costituire un sistema indipendente rispetto alle altre attività congressuali. Il sistema di prevenzione incendi del Nuovo Centro Congressi di Roma rappresenta un esempio importante di come si possano affrontare problematiche di edifici complessi tramite l'approccio ingegneristico alla sicurezza antincendio.

### La Lama
L'albergo, con alti standard qualitativi, è costituito da 449 stanze, divise in camere standard e in suite negli ultimi due piani. L'edificio si sviluppa per un'altezza complessiva di 56 metri, composto da 17 piani esterni. L'ingresso principale è situato su viale Europa.
L'hotel è stato venduto il 15 dicembre 2017 alla società Icarus Spa per una cifra di poco superiore ai 50 milioni di euro allestito poi in un hotel Hilton.

## Eventi

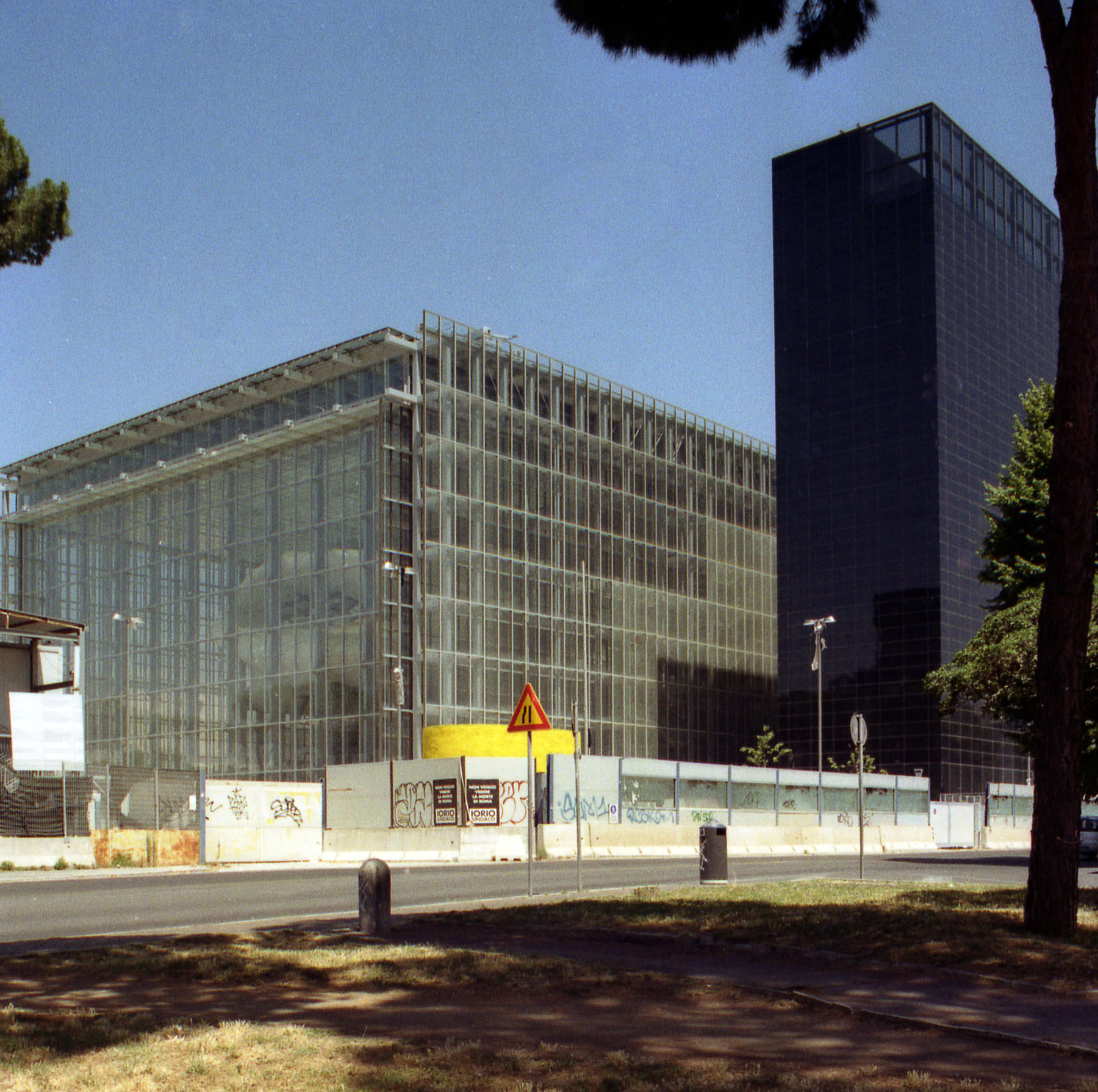
L'edificio a fine costruzione nel 2014

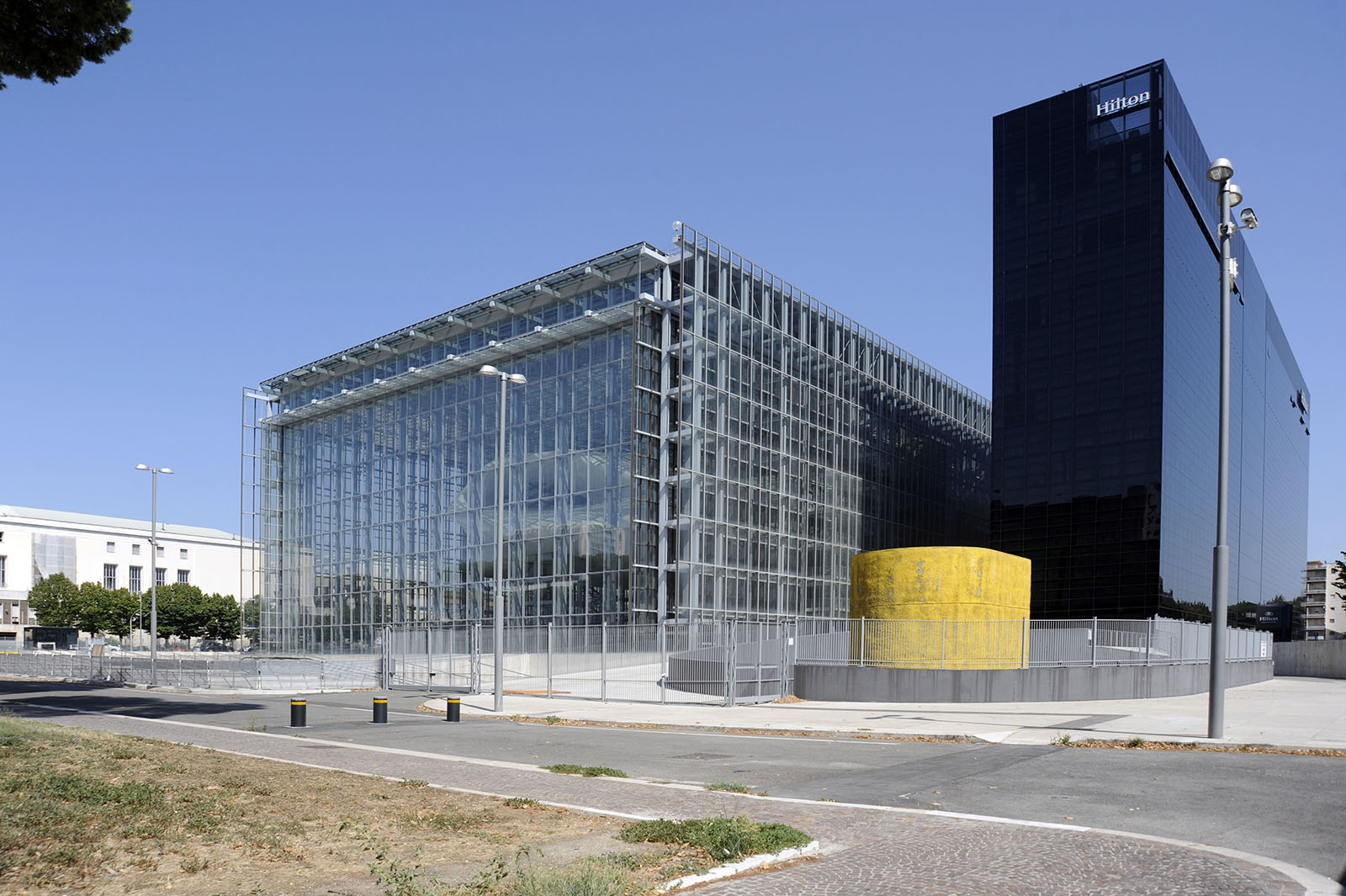
Il Centro Congressi e la Lama (Hilton) operativi nel 2023

Il complesso ospitò alcuni eventi già nel 2013-2014, benché all'epoca fosse ancora in costruzione:
- 11 marzo 2013: la presentazione del nuovo HTC One[18]
- 25-27 gennaio 2014: una sfilata dello stilista Gattinoni[19]

### 2017
- Gennaio: GROUPAMA Assicurazioni;
- Aprile: WSB 2017 - Super Trip Italy;
- Maggio: Renault - Convention aziendale, Forum PA 2017, Concerto della Banda dell'Arma dei Carabinieri;
- Giugno: Assemblea Generale Commercialisti;
- Novembre: Ferrovie dello Stato - Convention Aziendale;
- Dicembre: Più Libri Più Liberi, MSD - Convention Aziendale.

### 2018
- Gennaio: Roma Sposa 2018, Borsa del Matrimonio in Italia (BMII);
- Aprile: Marathon Village, E-Prix di Roma;
- Maggio: Setac Europe 2018, Forum PA 2018, TEDxRoma;
- Giugno: SIAE - Assemblea Generale di tutti gli Associati, 17º Congresso Nazionale UIL, Confartigianato - Assemblea Nazionale 2018;
- Settembre: Cybertech Europe 2018;[20]
- Ottobre: IBA Annual Conference Rome 2018, Congresso Congiunto delle Società Scientifiche Italiane di Chirurgia, XLIX Congresso Nazionale di Neurologia;
- Novembre: Huawei Eco Connect Europe;
- Dicembre: Più Libri Più Liberi.

### 2019
- 31 gennaio - 13 febbraio: Roma Sposa 2019
- Aprile: La Formula E ritorna tra le antiche rovine di Roma.';
- Maggio: TEDxRoma 2019, Consiglio Nazionale dei Dottori Commercialisti e degli Esperti Contabili, Forum PA 2019, 17th SOI - International Congress;
- Giugno: ESGAR 2019, Welfare Day 2019, Assemblea Nazionale di Confartigianato, A cena con Unindustria;
- Settembre: Cybertech Europe 2019;
- Ottobre: Roma Sposa 2019, 50º SIDO International Congress, 73º Congresso Nazionale SIAARTI - ICARE, AIS Lazio - Tutte le strade portano a Vitae;
- Novembre: Exellence 2019, Roma Food Exibition;
- Dicembre: Più Libri Più Liberi 2019.

### 2020
- Gennaio: Albergatore Day.
- Febbraio: Commercialisti - Stati Generali della Professione 2020.
- Luglio: Consiglio Confederale Nazionale UIL.
- Settembre-Ottobre: Concerti alla Nuvola (Teatro dell'Opera di Roma).

### 2021
- Ottobre: 75º Congresso Nazionale SIAARTI-ICARE 2021; G20: People, Planet, Prosperity.
- Novembre: Roma Arte in Nuvola.
- Dicembre: Più Libri Più Liberi 2021.

### 2022
- Maggio: Celebrazioni per i 160 anni di Poste Italiane.
- Ottobre: Il grido della pace. Religioni e culture in dialogo, incontro internazionale per la Pace organizzato dalla Comunità di Sant'Egidio.
- Novembre: Excellence 2022, fiera-congresso sull'enogastronomia (10-12 novembre).
- Dicembre: Più Libri Più Liberi 2022.

### 2023
- Dicembre: Più Libri Più Liberi 2023.

### 2024
- Febbraio: Convention Sara Assicurazioni, Illuminating the Future .
- Novembre: si è tenuto il Congresso Nazionale di Pro.Di.Da. (Associazione Italiana dei Professionisti del Diritto d'Autore), l'associazione professionale dei Mandatari della SIAE.

### 2025
- Luglio: Ukraine Recovery Conference, vertice europeo sulla ricostruzione dell’Ucraina durante la guerra.